# 尤拉西镇
尤拉西乡，是中华人民共和国四川省甘孜藏族自治州新龙县下辖的一个乡镇级行政单位。

## 行政区划
尤拉西乡下辖以下地区：
洛足村、觉然村、忙布村、作格村、尤拉西村、洛依村、多则村和吴日村。